# 東180街車站
東180街車站（英語：East 180th Street station），曾被稱為「東180街-摩里斯公園大道車站」（英語：East 180th Street–Morris Park Avenue station）是紐約地鐵IRT白原路線一個高架的快車地鐵站，位於布朗克斯東180街及摩里斯公園大道交界，設有2號線（任何時候停站）與5號線（任何時候停站）列車服務。

## 車站結構
| 3F      | 跨線橋                | 限制進入 |
| 2F 月台 | 南行                  | 往夫拉特布殊大道-布魯克林學院（平日），南碼頭（週末）（西農莊廣場-東特雷蒙特大道） · 往夫拉特布殊大道-布魯克林學院（平日）/滾球綠地（週末）（西農莊廣場-東特雷蒙特大道）   |
| 2F 月台 | 島式月台，左/右側開門 | |
| 2F 月台 | 尖峰特快              | 往夫拉特布殊大道-布魯克林學院（早上尖峰時段）（第三大道-149街） · 往伊斯徹斯特-代里大道（黃昏尖峰時段及深夜）（摩里斯公園） · 往涅雷大道（黃昏尖峰時段）（布朗克斯公園東） |
| 2F 月台 | 島式月台，左/右側開門 | |
| 2F 月台 | 北行                  | 平日往241街（布朗克斯公園東） · 平日伊斯徹斯特-代里大道（黃昏繁忙時段及深夜除外）（週末時）（摩里斯公園）                                                                  |
| 2F 月台 | 月台之間的分隔        | |
| 2F 月台 | 舊NYW&B南行           | 無服務 |
| 2F 月台 | 島式月台，無服務      | |
| 2F 月台 | 舊NYW&B北行           | 無服務 |
| 1F      | 夾層                  | 閘機、車站詢問處 升降機位於東180街及摩里斯公園林蔭路西北角站舍內 |
| G       | 街道                  | 出入口 |

此站於1917年3月3日作為雙合約計劃一部分啟用並為白原路線其中一個由177街至238街的延長線車站。其亦與1912年興建的紐約、威斯徹斯特及波士頓鐵路行政大樓與東180街NYW&B車站連接。

### 紐約地鐵月台
紐約地鐵車站設有兩個島式月台和三條軌道。所有2號線及5號線列車於任何時候停站，除尖峰和深夜外停靠外側軌道。中央軌道被5號線於尖峰時段以尖峰方向行駛（以快速來往第三大道-149街）以及深夜（接駁線列車由伊斯徹斯特-代里大道以此站為總站）。快車軌道往第三大道-149街全長3.4英哩並繞過七個車站，成為全紐約地鐵第二長的快車軌道，僅次於全長3.5英哩介乎125街車站及59街-哥倫布圓環車站的IND第八大道線，同樣繞過七個車站。
月台南端設有一條員工專用橋樑，以便由月台直接前往西面的東180街車廠。直至1980年代，車站設有經夾層到街道的扶手電梯，殘餘在軌道下方仍可見。前往舊NYW&B鐵路行政大樓需要步行前往，另設有一個往180街的出口。
北行在西農莊廣場-東特雷蒙特大道車站列車轉向東行並經S型彎道前往東180街車站。東北面為聯合港車廠和一座信號塔；西北面為IRT代里大道線南行軌道的天橋。2號線列車繼續經IRT白原路線前往威克菲爾德-241街車站。5號線列車分支到東北面的代里大道線，同時在尖峰時段的尖峰方向繼續經白原路線前往涅雷大道車站。

### 紐約、威斯徹斯特及波士頓鐵路月台

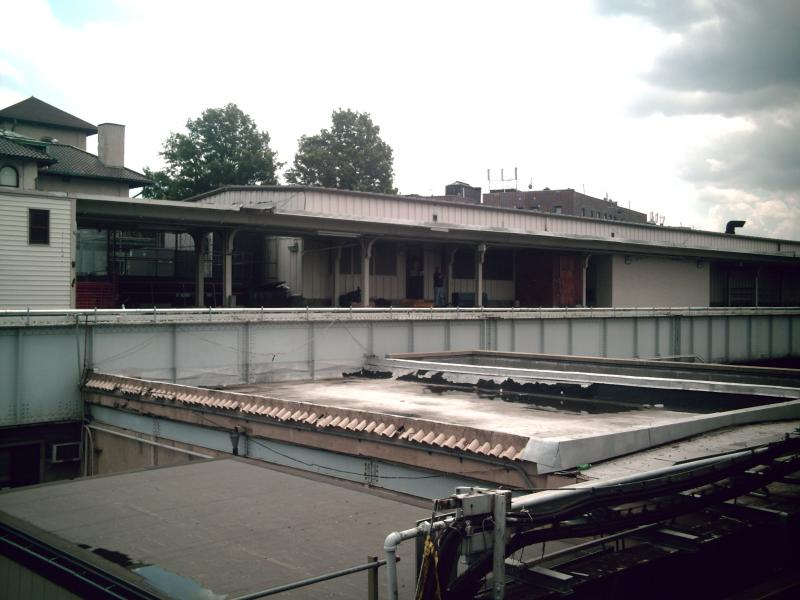
紐約、威斯徹斯特及波士頓鐵路已停用的月台

紐約地鐵月台的東面是舊紐約、威斯徹斯特及波士頓鐵路的180街車站。1937年紐約、威斯徹斯特及波士頓鐵路停運後，一段鐵路主線被紐約市購入，轉型為地鐵並重新命名為IRT代里大道線。代里大道以北及東180街以南的路線被廢棄和拆除，導致代里大道線失去鐵路連接，因此1940年起地鐵長期以接駁線營運。
1957年，連接IRT白原路線和代里大道線的天橋啟用，容許後者的列車開往曼哈頓和布魯克林。過去所有使用紐約、威斯徹斯特及波士頓鐵路的服務全數移動到白原路線月台和軌道，並於1980年4月23日列入國家史蹟名錄。
舊的紐約、威斯徹斯特及波士頓鐵路位於摩里斯公園大道的站舍仍舊作為主入口使用。同時亦是一些辦公室、一個小型便利店和最近一個紐約市交通警察警區（現時距離車站入口的街道對面設有一棟大廈）。車站的重置於2013年由MTA完成。

## 外部連結
- nycsubway.org—IRT White Plains Road Line: East 180th Street
- Station Reporter — 2 Train
- Station Reporter — 5 Train
- The Subway Nut — East 180th Street Pictures （页面存档备份，存于）
- New York, Westchester and Boston Railway - East 180th Street Station[永久]
- Morris Park Avenue entrance from Google Maps Street View
- East 180th Street entrance from Google Maps Street View
- Tracks and platforms from Google Maps Street View （页面存档备份，存于）
- Platforms from Google Maps Street View （页面存档备份，存于）